# Solaris (druvsort)

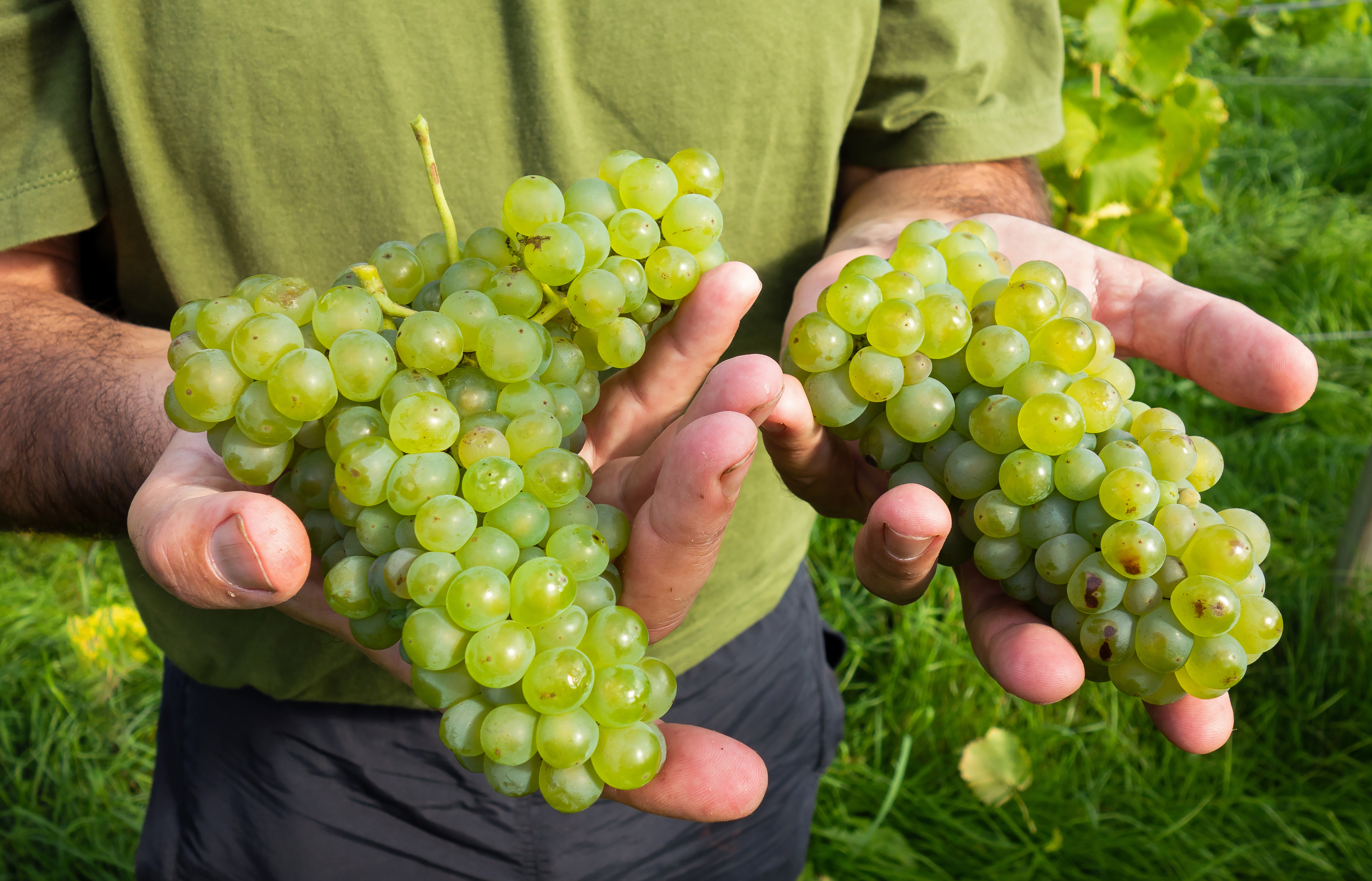
Solarisdruvor skördade i Lysekil

Solaris är en grön sort av vindruva som används för framställning av vin, framför allt i svala klimat. Solaris odlas i Sverige, Danmark och Tyskland. Solaris används till torra, söta och mousserande viner.
Solaris är en Vitis vinifera-druva, då dess härstamning i huvudsak är från äkta druvor. Men den kan någon gång beskrivas som en hybriddruva, på grund av dess många olika föräldrar. Den är av EU godkänd att odla som äkta Vitis vinifera.

## Druvans uppkomst
Solaris skapades 1975 vid en druvförädlingsanläggning i Freiburg im Breisgau i Tyskland genom att korsa druvsorten Merzling (som i sin tur är en korsning av Seyve-villard 5276 med korsningen Riesling x Pinot Gris) med Gm 6493 (som i sin tur är en korsning Zarya Severa x Muscat Ottonel). (Gm 6493 har tidigare felaktigt angivits vara Saperavi Severnyi x Muscat Ottonel.)
Solaris är resultatet av ett förädlingsprogram inriktat på att ta fram sjukdomsresistenta druvsorter, och den har god motståndskraft mot svampangrepp. Eftersom det är en vinterhärdig druvsort är den vanlig i flera nordeuropeiska länder. Solaris odlas på flera vingårdar i Sverige
Solaris benämns också med löpnumret FR 240-75, där FR står för Freiburg.

## Karaktär
Solaris kan ge viner med fruktiga och parfymerade aromer, med toner av krusbär, fläder och svarta vinbärsblad, likt den mer kända druvsorten Sauvignon Blanc men med medelhög syranivå. Den anses också lämplig för produktion av söta viner, eftersom den mognar till höga mustvikter. Den kan även ge, som mer utjäst och med lägre socker, ett torrt vin med aromer passande till fisk, räkor och kyckling.